# استفتاء اتفاقيات إيفيان
أُجري استفتاء للموافقة على اتفاقيات إيفيان، التي تنص على إنهاء الحرب في الجزائر ومنح الجزائر حق تقرير المصير، في فرنسا يوم 8 أبريل عام 1962. ووافق عليه 90.8% من المصوتين، بإجمالي نسبة حضور بلغت 75.3%.
وفي يوم 1 يوليو، أُجري استفتاء ثانٍ في الجزائر طرح السؤال التالي على المصوتين: «هل ترغب في أن تكون الجزائر دولة مستقلة تتعاون مع فرنسا وفق الشروط المنصوص عليها في إعلانات 19 مارس 1962؟» ولم يكن مسموحًا بالاشتراك في هذا الاستفتاء سوى لمَن يعيشون في الجزائر. وكان أغلب الأوروبيين آنذاك قد فروا من الجزائر خشية التعرض للقتل على يد جبهة التحرير الوطني الجزائرية (FLN)، ومن ثمَّ لم يدلوا بأصواتهم في ذلك الاستفتاء. ووافق عليه ما يزيد عن 99.7% من المصوتين.

## النتائج
| الخيار              | فرنسا المتروبوليتية | فرنسا المتروبوليتية | الإجمالي   | الإجمالي |
| الخيار              | أصوات               | %                   | أصوات      | %        |
| ------------------- | ------------------- | ------------------- | ---------- | -------- |
| مؤيد                | 17,508,607          | 90.7                | 17,866,423 | 90.8     |
| معارض               | 1,795,061           | 9.3                 | 1,809,074  | 9.2      |
| أصوات باطلة/فارغة   | 1,098,238           | –                   | 1,103,806  | –        |
| الإجمالي            | 20,401,906          | 100                 | 20,779,303 | 100      |
| المصدر: نولن وشتوفر |                     |                     |            |          |

## وصلات خارجية
- Statement of the official results Constitutional Council (بالفرنسية)